# Belovo (Russia)
Belovo (in russo Белово?) è una città della Russia siberiana meridionale, situata nella oblast' di Kemerovo e capoluogo del Belovskij rajon.

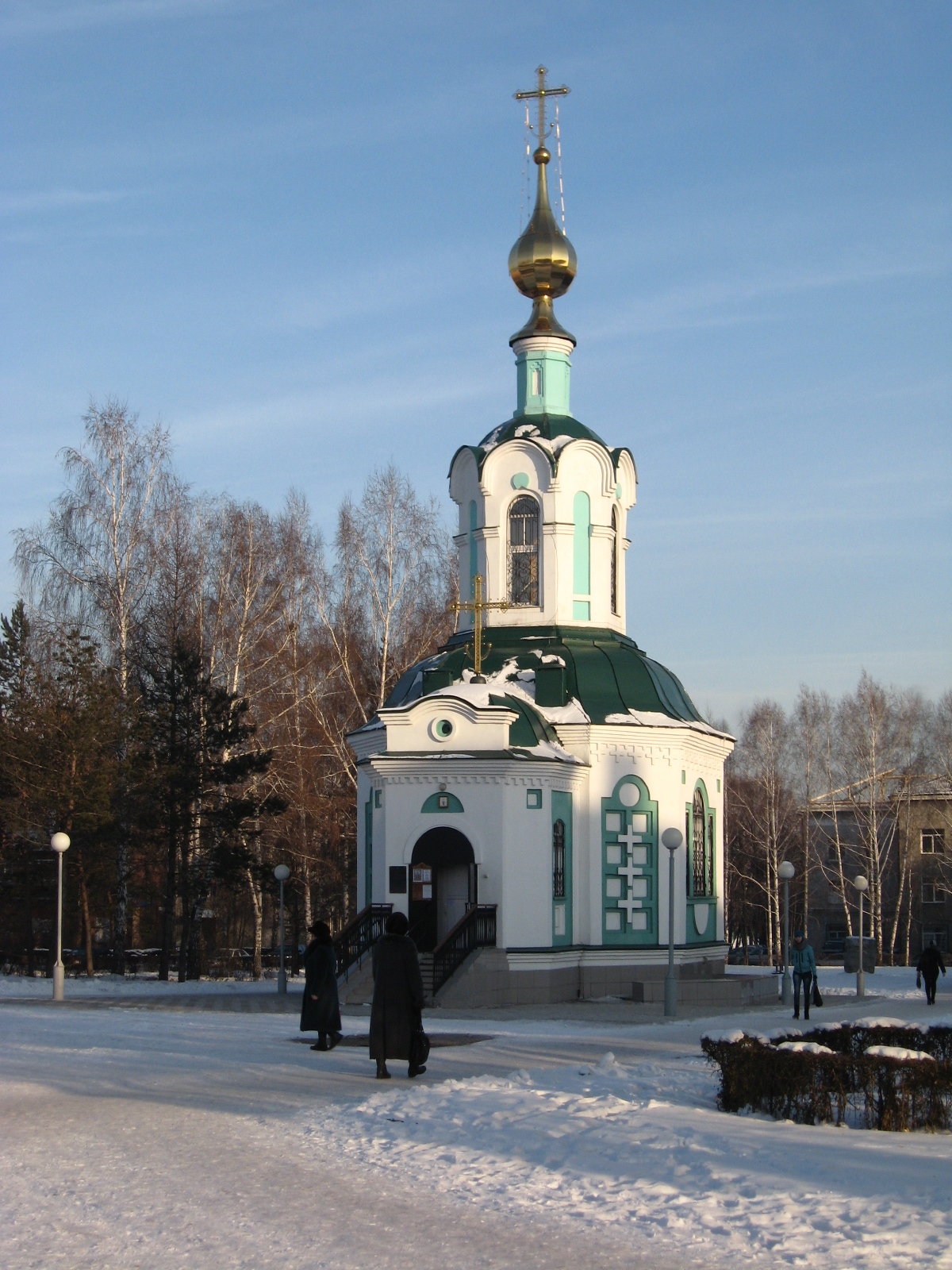
Cappella dell'Intercessione della Madre di Dio

Sorge sulle sponde del fiume Bačat, nella depressione di Kuzneck, 170 chilometri a sud del capoluogo Kemerovo.
La città è al centro di un distretto urbano dipendente direttamente dalla oblast', che comprende anche gli importanti insediamenti di tipo urbano di Bačatskij, Gramoteino, Inskoj e Novyj Gorodok.